# Geórgios Petrákis
Geórgios Petrákis (en grec moderne : Γεώργιος Πετράκης, 1890 - 14 septembre 1972), mieux connu en tant que Petrakogiorgis (Petrakoyiorgis, Petrakoyeorgis, Πετρακογιώργης), est un homme d'affaires, un partisan, figure de proue de la résistance crétoise, durant les années 1941 à 1944, contre les forces d'occupation de l'Axe, et une personnalité politique grecque. Il était très respecté pour son patriotisme, son courage, son honnêteté, sa perspicacité et son altruisme.

## Biographie
Geórgios Petrákis naît en 1890, dans le village de Magarikári, dans la plaine de la Messará de Crète, en Grèce. Ses parents sont Emmanouíl Petrákis et Antiópi Papastefanáki. Il combat en tant qu'officier dans la guerre gréco-turque de 1919-1922, après quoi il travaille comme marchand de produits agricoles et possède un moulin à huile d'olive et une usine de savon.

## Résistance
Âgé d'environ 50 ans, lorsque la guerre éclate, Geórgios Petrákis est trop vieux pour être appelé sous les drapeaux. Néanmoins, il est l'un des chefs régionaux, recrutés par John Pendlebury, dans son effort pour organiser un système de défense, avant l'invasion allemande de la Crète. Peu après la chute de la Crète aux mains des Allemands, fin mai 1941, de nombreuses organisations de résistance se forment sur l'île. Geórgios Petrákis, qui a déjà participé à la bataille de Crète et perdu son fils aîné Manólis au cours de celle-ci, fait prêter serment à ses premiers hommes, en juin 1941, près de Kamáres. Après avoir évacué le reste de sa famille en sécurité au Moyen-Orient, il se consacre totalement à la lutte pour la libération. Étant pro-britannique, Petrákis a des liens étroits avec l'Organisation nationale de Crète (EOK) et le Special Operations Executive (SOE). Il porte le nom de guerre Selfridge parce que, selon Beevor, « son moulin à olives était ce qui se rapprochait le plus d'une grande entreprise en Crète »,.
Le  groupe de Geórgios Petrákis, appelé Psiloritis, est actif dans les régions du mont Ida, de la plaine de la Messará, du mont Kédros et dans la vallée d'Amarí, et il est souvent engagé dans des combats rapprochés avec les forces d'occupation. Lui et ses hommes participent à de féroces batailles dans la région, comme celles de Papá to Pérama, Kouroupitós, Koutsounáres, Póros Stavroú, Trahíli (el) et Madarí. Ils ont également mené plusieurs opérations de sabotage, fait passer des hommes et du matériel en fraude et participé à l'enlèvement du général Heinrich Kreipe. Ces activités permettent à Petrákis de démontrer son leadership et ses compétences militaires, ce qui lui vaut le surnom d'aigle de Psiloritis. Mais ils provoquent aussi des représailles allemandes : exécution de civils, confiscation des biens personnels de Petrákis, destruction de villages (Magarikári, Kamáres, Lochriá). Le pire de ces actes est la destruction de Vorízia (el) par de lourds bombardements aériens.

## Vie après-guerre
Le 11 octobre 1944, le jour de la libération de Héraklion, Geórgios Petrákis entre triomphalement dans la ville. Il est nommé commandant de sa garnison et occupe ce poste jusqu'au début de 1945. Il entre ensuite en politique et est élu membre du Parlement grec avec le Parti libéral, dirigé par Sophoklís Venizélos, lors des élections de 1946, 1950, 1951 et 1952. Petrákis est décoré à plusieurs reprises par les Alliés et représente la Grèce dans plusieurs assemblées de résistants. 
En 1950, la troisième fille de Geórgios, Tassoúla, est enlevée par Kóstas Kefalogiánnis, qui a également participé à la résistance, tandis que son frère Manólis est membre du Parlement avec les adversaires politiques de Petrákis, le Parti du peuple. Geórgios se sent insulté par cet acte et, par conséquent, la population de Crète se divise en deux camps rivaux. La crainte d'un affrontement armé imminent conduit à la suspension d'un certain nombre de sections de la constitution grecque, à la déclaration des montagnes de Psiloritis comme zone interdite et au déploiement de plus de 2 000 soldats et gendarmes pour assurer l'ordre. L'incident implique les plus hauts responsables militaires, politiques et religieux de la Grèce et attire l'attention de la presse internationale.
Geórgios Petrákis meurt à Héraklion le 14 septembre 1972. En 2009, une statue de bronze est érigée en son honneur, près de Magarikári.